# Championnat d'Europe masculin de basket-ball des moins de 20 ans
Cet article traite de l'épreuve masculine. Pour la compétition féminine, voir Championnat d'Europe féminin de basket-ball des moins de 20 ans.
Le Championnat d'Europe masculin de basket-ball des moins de 20 ans est une compétition masculine de basket-ball qui oppose les meilleures sélections nationales d'Europe des joueurs de 20 ans et moins. Elle était organisée par la FIBA Europe tous les deux ans depuis 1992. Depuis 2004, la compétition a lieu tous les ans. 
Le Championnat est divisé en 2 divisions suivant le niveau de la sélection nationale. Le titre de champion d'Europe se joue donc entre les 16 sélections de la Division A. Pendant ce temps (à la même période) se déroule le championnat de Division B, regroupant 12 sélections nationales. Depuis l'édition de 2013, les trois dernières équipes de la Division A sont reléguées en Division B, tandis que les trois premières de la seconde division sont promues en première division.
L'édition 2020 est annulée par la FIBA Europe, en raison de la pandémie de coronavirus.
Les champions en titre sont la France.

## Division A

### Palmarès
| Année | Pays organisateur  | | Finale | Finale | Finale | | Troisième place | Troisième place | Troisième place |
| Année | Pays organisateur  | Champion | Score | Finaliste | Troisième | Score | Quatrième | | |
| ----- | ------------------ | --- | --- | --- | --- | --- | --- | --- | --- |
| 1992  | Grèce              | Italie | 65-63 | Grèce | France | 63-60 | Israël | | |
| 1994  | Slovénie           | Biélorussie | 96-91 | Italie | Espagne | 83-69 | Grèce | | |
| 1996  | Turquie            | Lituanie | 85-81 | Espagne | Yougoslavie | 67-62 | Turquie | | |
| 1998  | Italie             | Yougoslavie | 92-73 | Slovénie | Turquie | 64-57 | Espagne | | |
| 2000  | Macédoine du Nord  | Slovénie | 66-65 | Israël | Espagne | 82-77 | Croatie | | |
| 2002  | Lituanie           | Grèce | 77-73 | Espagne | France | 95-78 | Russie | | |
| 2004  | République tchèque | Slovénie (2) | 66-61 | Israël | Lituanie | 92-63 | Grèce | | |
| 2005  | Russie             | Russie | 61-53 | Lituanie | Serbie-et-Monténégro                                                                                                | 63-45 | Israël | | |
| 2006  | Turquie            | Serbie-et-Monténégro (2)                                                                                            | 64-58 | Turquie | Slovénie | 83-75 | Italie | | |
| 2007  | Slovénie/Italie    | Serbie (3) | 87-78 | Espagne | Italie | 74-63 | Russie | | |
| 2008  | Lettonie           | Serbie (4) | 96-89 | Lituanie | Espagne | 91-72 | Turquie | | |
| 2009  | Grèce              | Grèce (2) | 90-85 | France | Espagne | 75-72 | Italie | | |
| 2010  | Croatie            | France | 73-62 | Grèce | Espagne | 86-79 | Croatie | | |
| 2011  | Espagne            | Espagne | 82-70 | Italie | France | 66-50 | Russie | | |
| 2012  | Slovénie           | Lituanie (2) | 50-49 | France | Espagne | 67-66 | Serbie | | |
| 2013  | Estonie            | Italie (2) | 67-60 | Lettonie | Espagne | 70-63 | Russie | | |
| 2014  | Grèce              | Turquie | 65-57 | Espagne | Serbie | 79-66 | Croatie | | |
| 2015  | Italie             | Serbie (5) | 70-64 | Espagne | Turquie | 84-74 | France | | |
| 2016  | Finlande           | Espagne (2) | 68-55 | Lituanie | Turquie | 76-61 | Allemagne | | |
| 2017  | Grèce              | Grèce (3) | 65-56 | Israël | France | 72-58 | Espagne | | |
| 2018  | Allemagne          | Israël | 80-66 | Croatie | Allemagne | 80-71 | France | | |
| 2019  | Israël             | Israël (2) | 92-84 | Espagne | Allemagne | 73-65 | France | | |
| 2020  | Lituanie           | Tournoi annulé en raison de la pandémie de coronavirus Edition 2021 remplacé par les European Challengers 2021 (en) | Tournoi annulé en raison de la pandémie de coronavirus Edition 2021 remplacé par les European Challengers 2021 (en) | Tournoi annulé en raison de la pandémie de coronavirus Edition 2021 remplacé par les European Challengers 2021 (en) | Tournoi annulé en raison de la pandémie de coronavirus Edition 2021 remplacé par les European Challengers 2021 (en) | Tournoi annulé en raison de la pandémie de coronavirus Edition 2021 remplacé par les European Challengers 2021 (en) | Tournoi annulé en raison de la pandémie de coronavirus Edition 2021 remplacé par les European Challengers 2021 (en) | Tournoi annulé en raison de la pandémie de coronavirus Edition 2021 remplacé par les European Challengers 2021 (en) | Tournoi annulé en raison de la pandémie de coronavirus Edition 2021 remplacé par les European Challengers 2021 (en) |
| 2021  | Monténégro         | Tournoi annulé en raison de la pandémie de coronavirus Edition 2021 remplacé par les European Challengers 2021 (en) | Tournoi annulé en raison de la pandémie de coronavirus Edition 2021 remplacé par les European Challengers 2021 (en) | Tournoi annulé en raison de la pandémie de coronavirus Edition 2021 remplacé par les European Challengers 2021 (en) | Tournoi annulé en raison de la pandémie de coronavirus Edition 2021 remplacé par les European Challengers 2021 (en) | Tournoi annulé en raison de la pandémie de coronavirus Edition 2021 remplacé par les European Challengers 2021 (en) | Tournoi annulé en raison de la pandémie de coronavirus Edition 2021 remplacé par les European Challengers 2021 (en) | Tournoi annulé en raison de la pandémie de coronavirus Edition 2021 remplacé par les European Challengers 2021 (en) | Tournoi annulé en raison de la pandémie de coronavirus Edition 2021 remplacé par les European Challengers 2021 (en) |
| 2022  | Monténégro         | | Espagne (3) | 69-61 | Lituanie | | Monténégro | 86-77 | Israël |
| 2023  | Grèce              | | France (2) | 89-79 | Israël | | Grèce | 68-64 | Belgique |
| 2024  | Pologne            | | France (3) | 82-78 | Slovénie | | Grèce | 70-68 | Belgique |
| 2025  | Grèce              | | Italie (3) | 83-66 | Lituanie | | France | 73-62 | Serbie |

### Médailles par pays
Notez que la FIBA distingue respectivement les résultats de République fédérale socialiste de Yougoslavie et de l’Union soviétique de ceux de la République fédérale de Yougoslavie puis Serbie-et-Monténégro et de la Russie, cependant la Serbie est l'héritière légale de la Yougoslavie.
Tableau actualisé après le championnat 2024.
| Rang | Nation      | Or | Argent | Bronze | Total |
| ---- | ----------- | -- | ------ | ------ | ----- |
| 1    | Serbie      | 5  | 0      | 3      | 8     |
| 2    | Espagne     | 3  | 6      | 7      | 16    |
| 3    | France      | 3  | 2      | 4      | 9     |
| 4    | Grèce       | 3  | 2      | 2      | 7     |
| 5    | Lituanie    | 2  | 4      | 1      | 7     |
| 6    | Israël      | 2  | 4      | 0      | 6     |
| 7    | Italie      | 2  | 2      | 1      | 5     |
| 7    | Slovénie    | 2  | 2      | 1      | 5     |
| 9    | Turquie     | 1  | 1      | 3      | 5     |
| 10   | Russie      | 1  | 0      | 0      | 1     |
| 10   | Biélorussie | 1  | 0      | 0      | 1     |
| 12   | Croatie     | 0  | 1      | 0      | 1     |
| 12   | Lettonie    | 0  | 1      | 0      | 1     |
| 14   | Allemagne   | 0  | 0      | 2      | 2     |
| 15   | Monténégro  | 0  | 0      | 1      | 1     |

### Meilleurs joueurs (MVP)
| Édition | Meilleur joueur (MVP)     |
| ------- | ------------------------- |
| 1996    | Rasho Nesterović          |
| 1998    | Igor Rakočević            |
| 2000    | Sani Bečirovič            |
| 2002    | Níkos Zísis               |
| 2004    | Erazem Lorbek             |
| 2005    | Nikita Kurbanov           |
| 2006    | Ersan İlyasova            |
| 2007    | Miloš Teodosić            |
| 2008    | Miroslav Raduljica        |
| 2009    | Kóstas Papanikoláou       |
| 2010    | Andrew Albicy             |
| 2011    | Nikola Mirotić            |
| 2012    | Léo Westermann            |
| 2013    | Amedeo Della Valle        |
| 2014    | Cedi Osman                |
| 2015    | Marko Gudurić             |
| 2016    | Marc García               |
| 2017    | Vasílios Charalampópoulos |
| 2018    | Yovel Zoosman             |
| 2019    | Deni Avdija               |
| 2020    | Pas de tournoi            |
| 2022    | Juan Núñez                |
| 2023    | Ilias Kamardine           |
| 2023    | Zacharie Perrin           |
| 2024    | Zacharie Perrin           |
| 2025    | Francesco Ferrari         |

| Rang | Pays                 | Nombre de MVP |
| ---- | -------------------- | ------------- |
| 1    | France               | 4             |
| 2    | Grèce                | 3             |
| 2    | Serbie               | 3             |
| 2    | Slovénie             | 3             |
| 2    | Espagne              | 3             |
| 3    | Israël               | 2             |
| 3    | Italie               | 2             |
| 3    | Turquie              | 2             |
| 4    | Russie               | 1             |
| 4    | Serbie-et-Monténégro | 1             |

### Leaders statistiques
| Année | Joueur                | PPM  |
| ----- | --------------------- | ---- |
| 1996  | İbrahim Kutluay       | 22.3 |
| 1998  | Igor Rakočević        | 21.1 |
| 2000  | Vlado Ilievski        | 23.0 |
| 2002  | Marko Popović         | 25.0 |
| 2004  | Kostas Vasileiadis    | 25.5 |
| 2005  | Damir Markota         | 18.3 |
| 2006  | Ernests Kalve         | 20.5 |
| 2007  | Ronalds Zaķis         | 24.7 |
| 2008  | Vladimir Dašić        | 22.8 |
| 2009  | Robin Benzing         | 22.2 |
| 2010  | Níkos Pappás          | 22.1 |
| 2011  | Nikola Mirotić        | 27.0 |
| 2012  | Marko Mugoša          | 18.0 |
| 2013  | Dani Díez             | 18.7 |
| 2014  | Aleksandar Vezenkov   | 19.3 |
| 2015  | Emmanuel Lecomte      | 19.6 |
| 2016  | Lauri Markkanen       | 24.9 |
| 2017  | Sviatoslav Mykhailiuk | 20.4 |
| 2018  | Elijah Clarance       | 22.4 |
| 2019  | Yórgos Kalaïtzákis    | 19.7 |
| 2022  | Mantas Rubštavičius   | 19.7 |
| 2023  | Orri Gunnarsson       | 18.3 |
| 2024  | Jakub Necas           | 18.6 |

| Année | Joueur                | APM  |
| ----- | --------------------- | ---- |
| 1996  | Dzmitry Kuzmin        | 6.0  |
| 1998  | Kęstutis Marčiulionis | 2.3  |
| 2000  | Sani Bečirovič        | 3.3  |
| 2002  | Marko Popović         | 7.1  |
| 2004  | Víctor Sada           | 4.3  |
| 2005  | Jure Močnik           | 5    |
| 2006  | Edgars Jeromanovs     | 6.3  |
| 2007  | Miloš Teodosić        | 5.4  |
| 2008  | Quino Colom           | 6.1  |
| 2009  | Dmitry Khvostov       | 6.1  |
| 2010  | Andrew Albicy         | 5.9  |
| 2011  | Josep Franch          | 5.1  |
| 2012  | Klym Artamonov        | 5.3  |
| 2013  | Klym Artamonov        | 6.2  |
| 2014  | Matic Rebec           | 9.0  |
| 2015  | Radovan Kouril        | 5.5  |
| 2016  | Žan Mark Šiško        | 7.1  |
| 2017  | Tamir Blatt           | 10.1 |
| 2018  | Pol Figueras          | 6.4  |
| 2019  | Yam Madar             | 7.7  |
| 2022  | Vito Kučić            | 6.4  |
| 2023  | Noam Yaacov           | 7.6  |
| 2024  | Noam Yaacov           | 7.2  |

| Année | Joueur              | RPM  |
| ----- | ------------------- | ---- |
| 1996  | Rasho Nesterović    | 9.6  |
| 1998  | Samuele Podestà     | 9.6  |
| 2000  | Andrija Žižić       | 10.3 |
| 2002  | Nenad Krstić        | 11.3 |
| 2004  | Paulius Jankūnas    | 12.1 |
| 2005  | Damir Markota       | 10.8 |
| 2006  | Carlos Suárez       | 10.4 |
| 2007  | Povilas Butkevičius | 11.7 |
| 2008  | Miroslav Raduljica  | 10.9 |
| 2009  | Nikola Vučević      | 10.8 |
| 2010  | Furkan Aldemir      | 11.6 |
| 2011  | Furkan Aldemir      | 15.9 |
| 2012  | Vyacheslav Bobrov   | 8.9  |
| 2013  | Tomaž Bolčina       | 9.7  |
| 2014  | Aleksandar Vezenkov | 11.2 |
| 2015  | Domantas Sabonis    | 13.2 |
| 2016  | Regimantas Miniotas | 9.3  |
| 2017  | Simon Birgander     | 13.8 |
| 2018  | Miloš Popović       | 11.4 |
| 2019  | Marko Simonović     | 11.4 |
| 2022  | Adem Bona           | 10.9 |
| 2023  | Daniel Wolf         | 12.0 |
| 2024  | Nathan Missia-Dio   | 10.6 |

## Division B
La division représente la division inférieure du championnat d'Europe de basket-ball des moins de 20 ans. La compétition est également organisée par FIBA Europe.

### Palmarès
| Année | Pays organisateur  | | Finale | Finale | Finale | | Troisième place | Troisième place | Troisième place |
| Année | Pays organisateur  | Champion | Score | Finaliste | Troisième | Score | Quatrième | | |
| ----- | ------------------ | --- | --- | --- | --- | --- | --- | --- | --- |
| 2005  | Bulgarie           | Bulgarie | 86-80 | Hongrie | Pologne | 96-76 | Géorgie | | |
| 2006  | Portugal           | Géorgie | 96-88 | Macédoine | Finlande | 91-75 | Pologne | | |
| 2007  | Pologne            | Monténégro | 89-68 | Ukraine | Finlande | 76-73 | Allemagne | | |
| 2008  | Roumanie           | Allemagne | 110-102 | Belgique | Suède | 80-71 | Estonie | | |
| 2009  | Macédoine          | Pays-Bas | 88-77 | République tchèque                                                                                                  | Pologne | 96-66 | Suède | | |
| 2010  | Autriche           | Autriche | 71-66 | Suède | Pologne | 86-76 | Bulgarie | | |
| 2011  | Bosnie-Herzégovine | Géorgie (2) | 79-70 | Estonie | République tchèque                                                                                                  | 86-85 | Belgique | | |
| 2012  | Bulgarie           | Croatie | 88-80 | République tchèque                                                                                                  | Israël | 101-67 | Bulgarie | | |
| 2013  | Roumanie           | Pologne | 83-71 | Grande-Bretagne | Hongrie | 70-69 | Russie | | |
| 2014  | Bosnie-Herzégovine | Bosnie-Herzégovine                                                                                                  | 76-70 | Belgique | Ukraine | 77-62 | Biélorussie | | |
| 2015  | Hongrie            | Finlande | 80-76 | Suède | Hongrie | 68-66 | Monténégro | | |
| 2016  | Grèce              | Monténégro (2) | 78-76 | Islande | Grèce | 73-67 | Croatie | | |
| 2017  | Roumanie           | Roumanie | 80-67 | Croatie | Grande-Bretagne | 81-65 | Russie | | |
| 2018  | Bulgarie           | Pologne (2) | 71-60 | Slovénie | Lettonie | 76-62 | Russie | | |
| 2019  | Portugal           | Portugal | 73-57 | République tchèque                                                                                                  | Belgique | 88-80 | Russie | | |
| 2020  | Géorgie            | Tournoi annulé en raison de la pandémie de coronavirus Edition 2021 remplacé par les European Challengers 2021 (en) | Tournoi annulé en raison de la pandémie de coronavirus Edition 2021 remplacé par les European Challengers 2021 (en) | Tournoi annulé en raison de la pandémie de coronavirus Edition 2021 remplacé par les European Challengers 2021 (en) | Tournoi annulé en raison de la pandémie de coronavirus Edition 2021 remplacé par les European Challengers 2021 (en) | Tournoi annulé en raison de la pandémie de coronavirus Edition 2021 remplacé par les European Challengers 2021 (en) | Tournoi annulé en raison de la pandémie de coronavirus Edition 2021 remplacé par les European Challengers 2021 (en) | Tournoi annulé en raison de la pandémie de coronavirus Edition 2021 remplacé par les European Challengers 2021 (en) | Tournoi annulé en raison de la pandémie de coronavirus Edition 2021 remplacé par les European Challengers 2021 (en) |
| 2021  | Géorgie            | Tournoi annulé en raison de la pandémie de coronavirus Edition 2021 remplacé par les European Challengers 2021 (en) | Tournoi annulé en raison de la pandémie de coronavirus Edition 2021 remplacé par les European Challengers 2021 (en) | Tournoi annulé en raison de la pandémie de coronavirus Edition 2021 remplacé par les European Challengers 2021 (en) | Tournoi annulé en raison de la pandémie de coronavirus Edition 2021 remplacé par les European Challengers 2021 (en) | Tournoi annulé en raison de la pandémie de coronavirus Edition 2021 remplacé par les European Challengers 2021 (en) | Tournoi annulé en raison de la pandémie de coronavirus Edition 2021 remplacé par les European Challengers 2021 (en) | Tournoi annulé en raison de la pandémie de coronavirus Edition 2021 remplacé par les European Challengers 2021 (en) | Tournoi annulé en raison de la pandémie de coronavirus Edition 2021 remplacé par les European Challengers 2021 (en) |
| 2022  | Géorgie            | | Serbie | 81-67 | Islande | | Estonie | 63-53 | Finlande |
| 2023  | Macédoine          | | République tchèque                                                                                                  | 85-72 | Macédoine | | Ukraine | 83-61 | Suède |
| 2024  | Roumanie           | | | | | | | | |
| 2025  | Arménie            | | | | | | | | |

- Jusque 2011, les deux premières places de la Division B étaient promues pour la Division A.
- En 2012, les quatre premières places de la Division B étaient promues pour la Division A.
- Depuis 2013, les trois premières places de la Division B sont promues pour le championnat suivant de la Division A.

### Médailles par pays
Tableau actualisé après le championnat 2023.
| Rang | Nation             | Or | Argent | Bronze | Total |
| ---- | ------------------ | -- | ------ | ------ | ----- |
| 1    | Pologne            | 2  | 0      | 3      | 5     |
| 2    | Géorgie            | 2  | 0      | 0      | 2     |
| 3    | Monténégro         | 2  | 0      | 0      | 2     |
| 4    | République tchèque | 1  | 3      | 1      | 5     |
| 5    | Croatie            | 1  | 1      | 0      | 2     |
| 6    | Finlande           | 1  | 0      | 2      | 3     |
| 7    | Allemagne          | 1  | 0      | 0      | 1     |
| 7    | Autriche           | 1  | 0      | 0      | 1     |
| 7    | Bosnie-Herzégovine | 1  | 0      | 0      | 1     |
| 7    | Bulgarie           | 1  | 0      | 0      | 1     |
| 7    | Pays-Bas           | 1  | 0      | 0      | 1     |
| 7    | Portugal           | 1  | 0      | 0      | 1     |
| 7    | Roumanie           | 1  | 0      | 0      | 1     |
| 7    | Serbie             | 1  | 0      | 0      | 1     |
| 15   | Belgique           | 0  | 2      | 1      | 3     |
| 15   | Suède              | 0  | 2      | 1      | 3     |
| 17   | Islande            | 0  | 2      | 0      | 2     |
| 17   | Macédoine          | 0  | 2      | 0      | 2     |
| 19   | Hongrie            | 0  | 1      | 2      | 3     |
| 19   | Ukraine            | 0  | 1      | 2      | 3     |
| 21   | Estonie            | 0  | 1      | 1      | 2     |
| 21   | Grande-Bretagne    | 0  | 1      | 1      | 2     |
| 23   | Slovénie           | 0  | 1      | 0      | 1     |
| 24   | Grèce              | 0  | 0      | 1      | 1     |
| 24   | Israël             | 0  | 0      | 1      | 1     |
| 24   | Lettonie           | 0  | 0      | 1      | 1     |

## Sources et précisions
1. ↑  (en) FIBA Europe Board cancels summer 2020 events, sur fiba.basketball, 8 avril 2020
2. 1 2  Basket - Les Championnats d'Europe "jeunes" 2020 annulés !, sur L'Équipe, 8 avril 2020
3. ↑  L’équipe de Serbie a gardé le nom et le palmarès de l’équipe de Yougoslavie